# Homochrominae
Homochrominae es una subtribu perteneciente a la subfamilia Asteroideae dentro de las asteráceas.

## Descripción

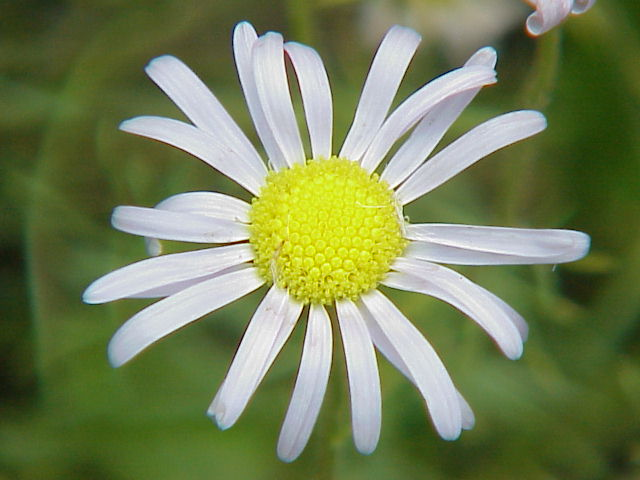
Felicia bergeriana

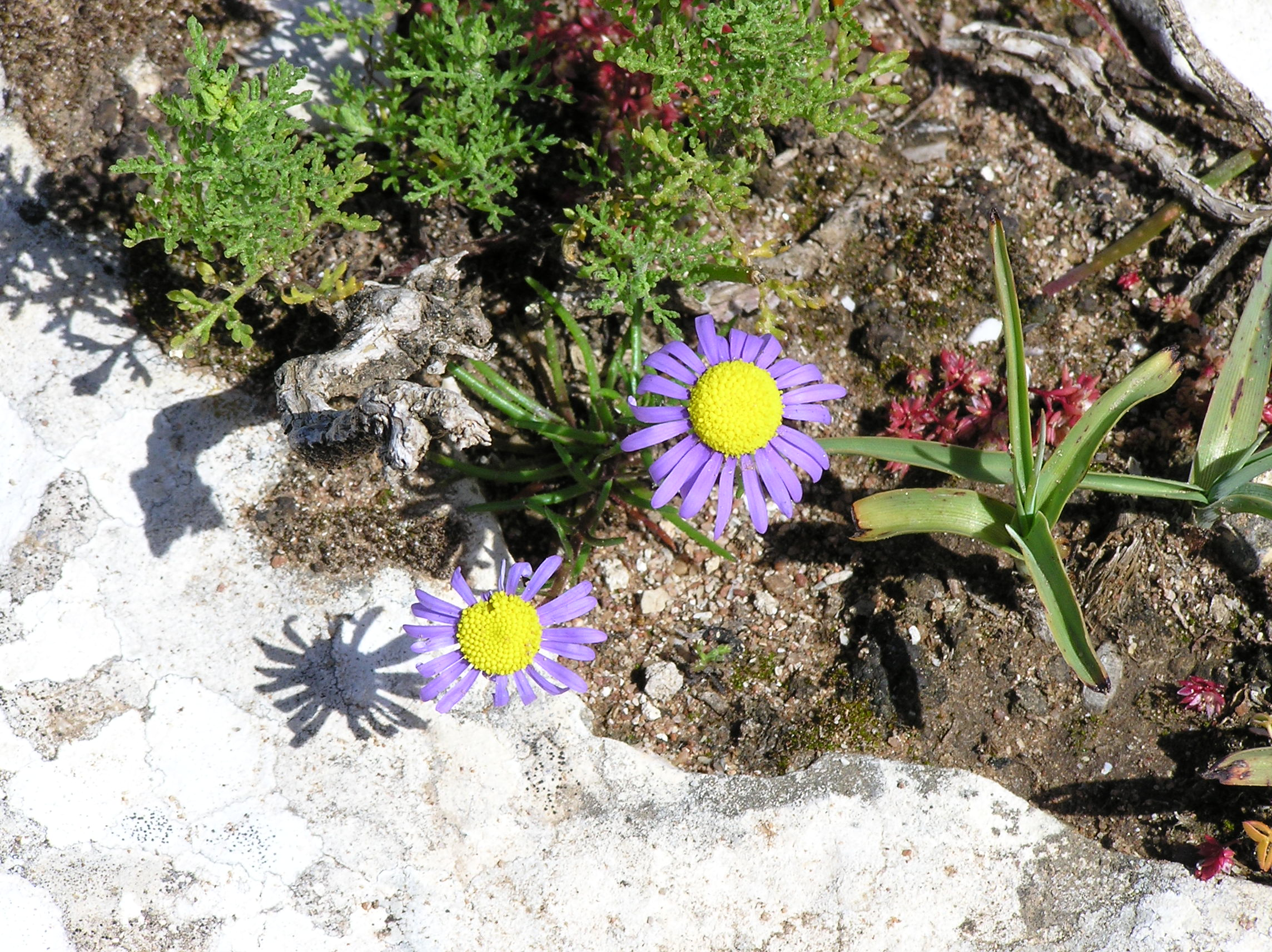
Felicia australis

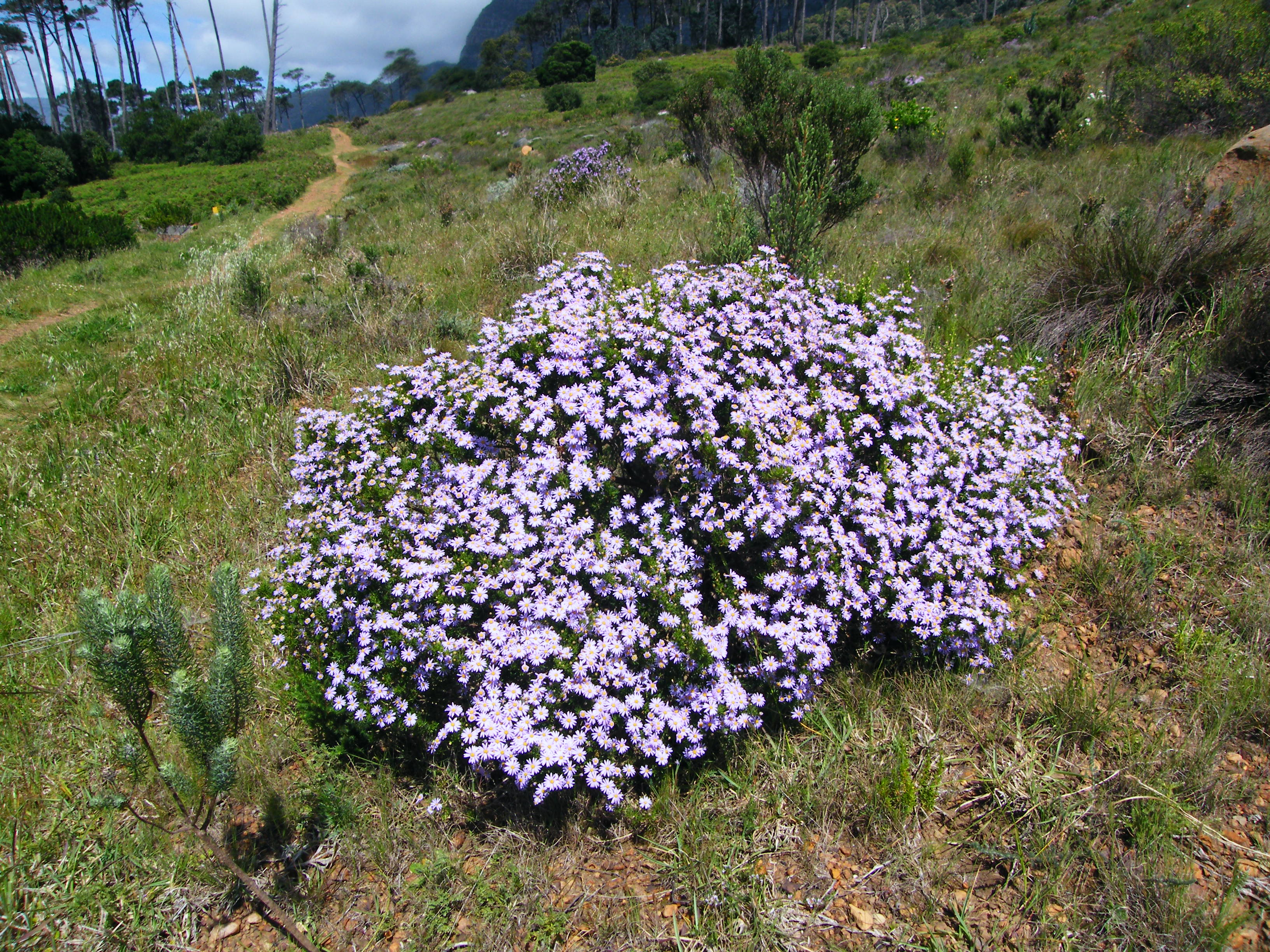
Felicia fruticosa

Las especies de esta subtribu son hierbas (ciclo biológico anual o perenne) o arbustos. El indumento puede ser con la vellosidad en una sola dirección y peludo (rastrojo), peludo (pelo largo y suave) o lanudo (cubierta con un vellón de como de lana en Lachnophyllum ). Las hojas a lo largo del tallo son en su mayoría en disposición alterna, o  opuestas en los  géneros Amellus, Engleria, Felicia, Poecilolepis e Jeffreya. La lámina con los bordes enteros, raramente lobuladas o dentadas. Las flores son solitarias o están compuesta de unos pocos capítulos aglomerados en Nolletia y Chrysocoma. Las cabezas de las flores constan de un pedúnculo que soporta una carcasa compuesta de diferentes brácteas no ciliadas y a menudo con márgenes hialinos, dispuestas en varias series que sirven como protección para el receptáculo de forma plana o plano-convexa, con o sin escamas, en la que se encuentran dos tipos de flores: las flores externas liguladas dispuestas en una serie con corolas de color azul y las flores internas amarillas, tubulares y hermafroditas o en algunos casos funcionalmente masculinas. Las frutas son aquenios comprimidos con 2 nervios y por lo general no glandulares (aparte Nolletia ). 

## Distribución
El hábitat es variado y depende del clima en que se encuentra la especie en cuestión (tropical o subtropical y mediterránea). Las especies de este grupo se distribuyen principalmente en África y Asia.

## Géneros
La subtribu comprende 13 géneros con unas 150 especies.
| Géneros                    | N. especies                           | Distribución              |
| -------------------------- | ------------------------------------- | ------------------------- |
| Amellus L., 1759           | 12 spp.                               | Sudáfrica                 |
| Chamaegeron Schrenk, 1845  | 4 spp.                                | Asia central y occidental |
| Chrysocoma L., 1753        | 20 spp.                               | Sudáfrica                 |
| Engleria O. Hoffm., 1888   | 2 spp.                                | Angola e Namibia          |
| Felicia Cass., 1818        | ca. 85 spp.                           | Arabia e Asia             |
| Gymnostephium Less., 1832  | 8 spp.                                | Sudáfrica                 |
| Jeffreya Wild., 1974       | 2 sp.                                 | Tanzania                  |
| Lachnophyllum Bunge, 1852  | 2 spp.                                | Asia central              |
| Nolletia Cass., 1825       | 10 spp.                               | África e España           |
| Poecilolepis J. Grau, 1977 | 2 spp.                                | Sudáfrica                 |
| Polyarrhena Cass., 1828    | 4 spp.                                | Sudáfrica                 |
| Roodebergia B. Nord., 2002 | 1 sp. Roodebergia kitamurana B. Nord. | Sudáfrica                 |
| Zyrphelis Cass., 1829      | 10 spp.                               | Sudáfrica                 |